# Spedizioni pisano-genovesi per la Sardegna
Le spedizioni pisano-genovesi per la Sardegna ebbero luogo durante il XI secolo (1015, ed ancora nel 1016) quando le forze della Taifa di Dénia, nella parte orientale della Spagna musulmana, attaccarono la Sardegna, e tentarono di stabilire il controllo su di essa. I Giudicati sardi con il supporto della Repubblica di Pisa e di quella di Genova respinsero gli invasori arabi, preservando la Sardegna come parte della cristianità. Le spedizioni pisano-genovesi in Sardegna furono approvate e sostenute dal Papa, rese così di fatto precorritrici delle Crociate, che iniziarono ottant'anni più tardi.

## Antefatti
Probabilmente Denia, durante il Califfato di Cordova nel X secolo, ospitava una flotta; il suo porto, secondo le fonti, era "molto buono ed antico". Secondo Idrisi, come riportato da al-Himyarī, i suoi cantieri erano vitali per la flotta, la stessa che probabilmente fu utilizzata per attaccare la Sardegna.
Nel 940/941 il Califfato firmò dei trattati con il Ducato di Amalfi, la Contea di Barcellona, il Ducato di Narbona e Sardegna, promettendo un salvacondotto da quelle aree, fino ad allora vessate dai pirati che avevano base a Frassineto, le isole Baleari, fino ai porti orientali della Spagna, inclusa Denia e la più famosa Pechina. 

Esiste notizia di un'ambasceria dalla Sardegna a Cordova negli anni immediatamente successivi, ma dal 943 al mille non ci sono altre notizie di attacchi musulmani a porti cristiani nel Mediterraneo occidentale. Nella prima parte del IX secolo, la flotta dell'impero Carolingio era presente sia a Genova che a Pisa. Le città italiane inviarono navi per proteggere la Sardegna da una flotta musulmana nell'829, ma probabilmente fu una flotta musulmana, che operava lontano dalla Sardegna, ad attaccare Roma nel 841.
Il periodo tra la fine del X secolo e l'inizio dell'XI corrispose con un notevole incremento demografico della popolazione di Pisa e con la sua espansione geografica: le sue mura e fortificazioni raddoppiarono e crebbe l'area di influenza. Iniziarono le dispute territoriali, spesso violente, con Lucca, e le sue necessità crebbero di conseguenza. 
Anche Genova, che disponeva di ancor meno territori per sostenere i propri cittadini e la propria flotta, era alla ricerca di nuovi mercati. Gli Annales pisani antiquissimi, gli annali civili di Pisa compilati da Bernardo Maragone, registrano solo pochi eventi del X secolo, e tutti hanno a che fare con combattimenti.

La taifa di Dénia nel periodo di massima espansione.

Nel 970 "i pisani erano in Calabria", probabilmente per combattere gli occupanti musulmani e assicurarsi un passaggio sicuro attraverso lo stretto di Messina, che separava la Sicilia, occupata dai musulmani, dal resto della penisola. Gli Annales registrano anche un attacco navale dei musulmani a Pisa nel 1004 e una vittoria di Pisa sui musulmani di Reggio Calabria nel 1005. L'attacco musulmano del 1004 potrebbe aver avuto origine dalla Spagna, o potrebbe essere stato un attacco piratesco. La risposta pisana potrebbe essere stata una ritorsione o un tentativo di eliminare una base di pirati da Reggio.
Nel 1006 un'ambasciata dell'imperatore bizantino Basilio II Bulgaroctono alla corte del califfo Hisham II ibn al-Hakam rilasciò alcuni soldati andalusi, catturati al largo delle coste della Corsica e della Sardegna.
Insieme alla Sicilia, Sardegna e Corsica componevano la rotta delle isole, che dalle città del nord Italia conduceva al nord Africa e al Mediterraneo orientale. Senza il controllo delle isole, l'espansione delle imprese mercantili pisane e genovesi sarebbe stata gravemente ostacolata. L'incremento del commercio pisano e genovese, in connessione con un aumento dell'attività militare, particolarmente contro i nemici della Chiesa, negli stessi anni trova un parallelo contemporaneo dall'altra parte d'Italia, nella fiorente Repubblica di Venezia.
Nel 1011 gli annali pisani registrano che una "flotta di Spagna" è venuta per distruggere la città, il che suggerisce che l'aggressione sia stata pianificata ed organizzata e non si sia trattato di un semplice attacco pirata. Molto probabilmente questa flotta proveniva da Denia, allora governata da Mujahid al-'Amiri (Mogehid). Secondo la cronaca di Ibn Idhari, Mujahid aveva ricevuto Denia dallo hajib di Cordova, Almanzor, morto nel 1002. Le cronache di Idhārī Ibn non chiariscono se Mujahid abbia conquistato le Baleari dalla sua base a Denia, o se abbia preso il controllo di Denia da una base nelle Baleari. Forse una enclave musulmana era stata costituita dal predecessore Mujahid come sovrano delle Baleari, intorno al 1000.
Papa Giovanni VIII, considerando che la Sardegna si trova direttamente davanti da Roma, esortò i potentati cristiani laici ad espellere i musulmani dall'isola già nel 1004.

## Spedizioni

### Prime spedizioni
Mujahid probabilmente fu motivato a conquistare la Sardegna al fine di legittimare il suo potere a Denia e sulle isole Baleari. Una guerra civile (fitna) era scoppiata tra diverse taife, dopo il 1009 nel califfato di Cordova, ormai in declino. Come schiavo liberato, Mujahid ritenne necessario legittimare la sua posizione, con la nomina di un califfo burattino, 'Abd Allah ibn' Ubayd Allah ibn al-Walid Mu'iṭī, nel 1013. Probabilmente intravide l'opportunità di consolidare la propria autorità grazie ad una guerra santa (jihād), un espediente che era stato effettivamente utilizzato dall'uomo che aveva nominato Mujahid al governo Denia, ovvero al-Mansur. La conquista della Sardegna fu quindi intrapresa in nome di al-Mu'iṭī, e lo storico islamico Ibn al-Khatib lodò Mujahid.. Una scuola di giurisprudenza islamica, rappresentata ai tempi di Mujahid da al-Mawardi, riconosceva gli "emiri di conquista ", come Mujahid, in coloro che ottenevano il diritto di governare le terre conquistate in nome dell'Islam.
Nel 1015 Mujahid arrivò in Sardegna con 120 navi: il loro numero elevato conferma come la spedizione non fosse stata progettata semplicemente per compiere delle razzie. Il XII secolo pisano Liber maiolichinus, una cronaca della spedizione alle isole Baleari del 1113-1115, riporta che Mujahid controllava tutta la pianura costiera sarda. Nelle cronache pisane del tempo la spedizione in Sardegna del 1015 è descritta laconicamente: "Pisani e Genovesi fecero guerra a Mujahid in Sardegna, e lo sconfissero per grazia di Dio." e "i Pisani e Genovesi difesero la Sardegna".. Gli annali che coprono il periodo dal 1005 al 1016 sono riportati nel seguito. La datazione della spedizione del 1015 si basa sul Calendario pisano, sulla base del quale la seconda spedizione di Mujāhid, viene datata al 1017.
| 1005 | Fuit capta Pisa a Saracenis.                                                                      | Pisa fu presa dai Saraceni. |
| 1006 | Fecerunt Pisani bellum cum Saracenis ad Regium, et gratia Dei vicerunt illos in die Sancti Sixti. | I Pisani fecero guerra contro i Saraceni di Reggio (Reggio Calabria) e, per grazia di Dio vinsero nel giorno di San Sesto (6 agosto). |
| 1012 | Stolus de Ispania venit Pisas, et destruxit eam.                                                  | Una spedizione dalla Spagna raggiunse Pisa e la distrusse.                                                                            |
| 1016 | Fecerunt Pisani et Ianuenses bellum cum Mugieto in Sardineam, et gratia Dei vicerunt illum.       | I pisani e i genovesi fecero guerra a Musetto in Sardegna e, per grazia di Dio, lo sconfissero.                                       |

Il racconto del Liber maiolichinus è più dettagliato, anche se esclude i genovesi, e quindi probabilmente si riferisce alla spedizione 1015. Viene annotato che anche i nobili pisani, di propria volontà, a turno presero posto ai remi delle galere. Sono descritti come leoni affamati che rincorrono le loro prede. Mujahid fuggì all'avvicinarsi degli italiani, secondo il Liber, che non fa menzione di un effettivo scontro militare nel 1015.

### Seconda spedizione musulmana (1016)
Mujahid tornò in Sardegna nel 1016, con l'intenzione di compiere una conquista più completa dell'isola. A tal fine portò con sé un migliaio di cavalli dalle isole Baleari. Su queste isole, che erano famose per i loro cavalli e muli, Mujahid aveva riformato il sistema fiscale e aveva posto le stalle al servizio del governo, in preparazione della sua spedizione. 

Giunse al largo della Sardegna con una flotta di grandi dimensioni e con una forza da sbarco in grado di ottenere una rapida conquista. Il locale governatore Salusio, giudice del Giudicato di Cagliari, rimase ucciso nei combattimenti e la resistenza organizzata venne meno. Le sue truppe potrebbero essersi incontrate con dei presidi, rimasti sull'isola dopo la spedizione fallita del 1015.
Riuscì anche a stabilire una testa di ponte a Luni, sulla costa tra Genova e Pisa, secondo quanto riportato da Tietmaro di Merseburgo cronista e vescovo tedesco dell'XI secolo, che però collocò erroneamente quest'evento nel 1015. Luni fu presa di sorpresa, ma i cittadini e il vescovo riuscirono a fuggire. Sia la città e che la campagna furono saccheggiate senza che fosse opposta resistenza.
Per consolidare la sua conquista, Mujahid fece subito a costruire una città utilizzando schiavi sardi per i lavori (pare anche che ne abbia fatto seppellire alcuni vivi nelle mura della sua nuova città). L'area che controllava era la pianura tra le montagne centrali e il mare e corrispondeva grosso modo al Giudicato di Cagliari (Regnum Calaritanum nel Liber, III, 45), di cui aveva sconfitto e ucciso il Giudice. Il sito della fortificazione islamica può essere indicata approssimativamente grazie ad una mappa greca del 1081 che fa riferimento ad un "de castro Mugete" (castello di Mujahid) nei pressi di Cagliari, capoluogo e porto dell'omonimo Giudicato. Una ricerca archeologica del 1970 ha scoperto, vicino a Quartucciu, delle strutture che potrebbe essere di terme romane modificate per adattarsi al gusto islamico.
È anche possibile che una popolazione araba fosse presente sull'isola già da qualche tempo, se questa fosse stata effettivamente utilizzata come base logistica per l'assalto a Roma nell'841. Cartografi medievali chiamavano il sud-est della Sardegna, la costa a sud di Arbatax, Sarabus, forse una corruzione del sardo -"s'arabus"- per indicare "gli arabi" (secondo altre interpretazioni deriverebbe invece dal nome dell'antica città di Sarcapos), e il nome stesso "Arbatax" può derivare da ārba'a, che significa "quattro", un possibile riferimento alle quattro fortezze bizantine che si trovavano in quella parte di costa. Il termine Liberus de paniliu, come venivano chiamati i "bambini cristiani semi-liberi nati da schiavi musulmani" appare in diversi documenti di donazione della regione dell'XI secolo. La diversità religiosa, a causa di una grande popolazione araba endemica, può anche spiegare la lentezza con cui il monachesimo, sia quello occidentale che quello orientale, siano penetrate in questa zona.

### Seconda spedizione cristiana (1016)
La presenza di Ilario Cao, un cardinale sardo nato a Cagliari, nella curia di papa Benedetto VIII, "un papa guerriero, che è stato paragonato a Papa Giulio II ... ma il cui ruolo nel conflitto con Mujahid ... lo eleva ad un livello superiore ", probabilmente è stata determinante per ottenere l'approvazione papale, ed anche l'attivo sostegno all'impresa militare in Sardegna. Benedetto concesse privilegi a coloro che avessero preso parte alla campagna militare. Secondo un'annotazione trecentesca un legato pontificio fu inviato a predicare, come si sarebbe fatto per le crociate, ma probabilmente l'annotazione è anacronistica. Tietmaro, una fonte molto più attendibile, descrive l'attacco a Luni dei "nemici di Cristo" e come Benedetto reagì chiamando "tutti i capi (rectores) e difensori (defensores) della Chiesa" ad ucciderli e cacciarli.
Viaggiando con le navi, i Saraceni arrivarono in Longobardia e presero la città di Luni, il cui vescovo riuscì a stento a fuggire. Poi, senza incontrare opposizione ed in completa sicurezza, occuparono tutta la regione e abusarono delle donne. Quando la notizia di questi eventi raggiunse Papa Benedetto, questi convocò tutti i governanti ed i difensori della Santa madre Chiesa, e chiese ed ordinò loro di unirsi a lui, in un attacco a questi nemici di Cristo. Con l'aiuto di Dio, avrebbero potuto annientarli. Inoltre, segretamente inviò una potente flotta per eliminare ogni possibilità che il nemico si potesse ritirare. Quando venne a conoscenza di questi sviluppi, il re saraceno, inizialmente sprezzante, decise di sfuggire al pericolo imminente, scappando a bordo di una nave con alcuni membri del suo seguito. Eppure le sue forze attaccarono per prime, mettendo in fuga il nemico che si avvicinava. Triste a dirsi, il massacro continuò per tre giorni e tre notti.
Il racconto continua con Mujahid che inviò un sacco di castagne al Papa, per illustrare il numero di soldati musulmani che avrebbe scatenato sulla cristianità. Benedetto rimandò indietro un sacco di miglio, per rappresentare il numero di soldati cristiani che li avrebbero affrontati. L'intera storia è stata messa in discussione, ma che il papato avesse un interesse diretto negli attacchi di Mujahid sulle terre governate da cristiani, non può essere messa in dubbio. Tietmaro racconta che il Papa inviò una flotta, ma questo probabilmente significa solo che incoraggiò le repubbliche marinare ad inviare le flotte, a nome di tutta la cristianità, e non che la flotta cristiana comprendeva "mercenari assoldati da più parti", come qualche volta è stato suggerito.
Le forze combinate di Pisa e Genova, arrivarono in maggio, ed erano di gran lunga più numerose di quelle di Mujahid. Le truppe dell'Emiro, già inquiete a causa di un bottino giudicato insufficiente, cercarono di fuggire. La sua flotta, secondo le fonti arabe, fu gravemente colpita da una tempesta mentre attraversava una baia rocciosa, ed i Pisani e Genovesi ebbero la meglio sulle navi restanti, catturando la madre di Mujahid e il suo erede Sua madre, probabilmente di origine europea, catturata e venduta come schiava, scelse di rimanere con "la sua gente", dopo la sua cattura in Sardegna. Il suo figlio ed erede, 'Ali, fu preso come ostaggio per alcuni anni. I musulmani che sopravvissero al naufragio delle navi furono uccisi a terra dalla popolazione locale.

## Conseguenze
Secondo gli Annales Pisani, Pisani e Genovesi combatterono per il controllo dell'isola a seguito della loro vittoria su Denia. Nel primo scontro, a Porto Torres, i Pisani furono vittoriosi. Pisa si assicurò un privilegio papale e rafforzò il controllo su tutta l'isola con l'arrivo di monaci dell'Abbazia di San Vittore di Marsiglia e l'espulsione tutti i monaci rivali di Monte Cassino che riuscirono catturare. L'interesse a limitare la pirateria islamica non si limitò alla Sardegna. Nel 1034 la sua flotta distrusse la base dei pirati di Annaba, in Algeria Verso la fine dell'XI secolo le campagne di Pisa e Genova, come la crociata di Mahdia del 1087, si svolsero "per la remissione dei [loro] peccati", secondo lo studioso delle Crociate Jonathan Riley-Smith.

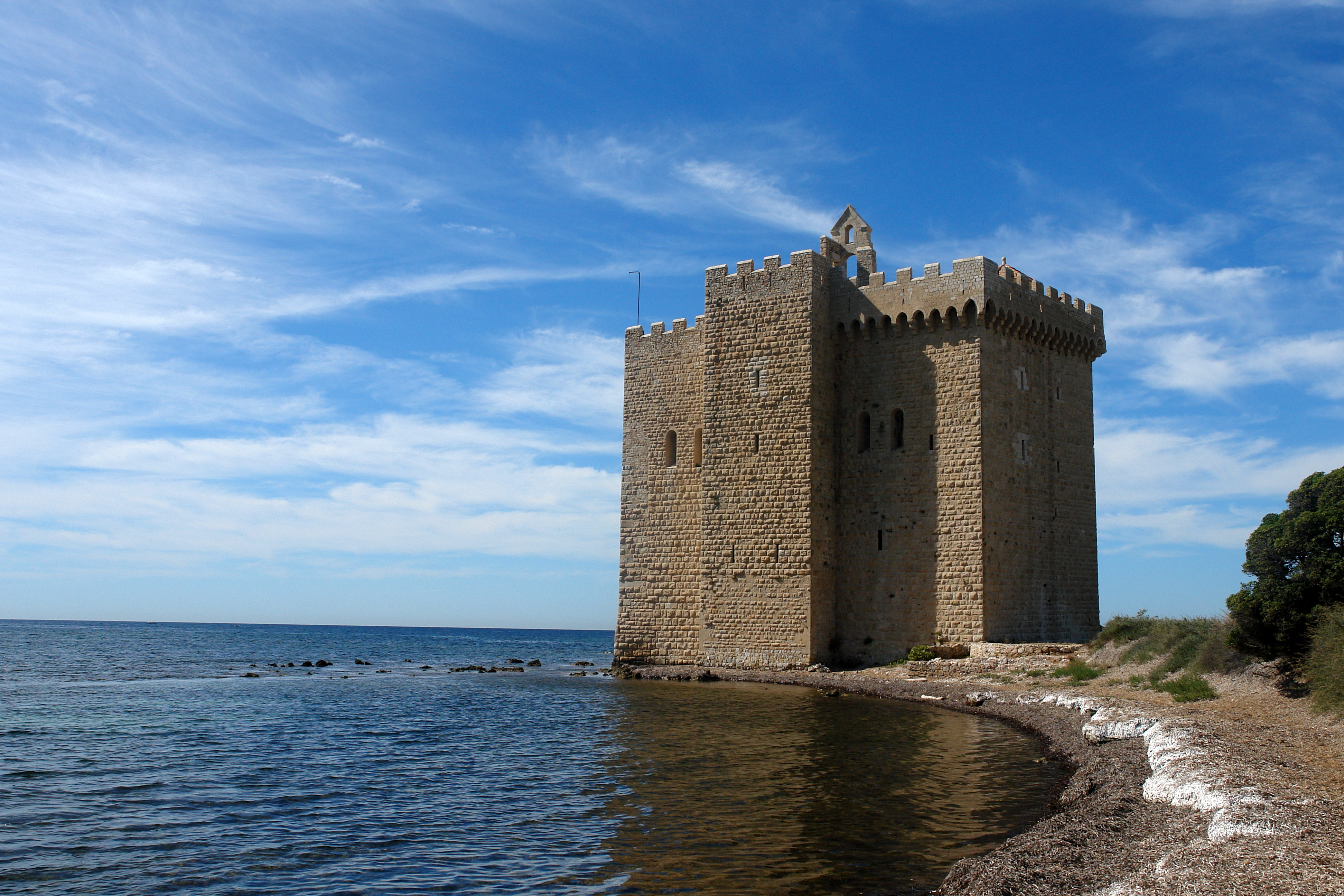
L'Abbazia di Lerino, fortificata nel 1073, in seguito a decenni di razzie di pirati musulmani.

Mujahid non attaccò più la Sardegna, nonostante una storia tardo-medievale su di un'invasione nel 1021, per la quale "i pisani sull'isola furono cacciati". Storicamente, nel 1017 i pirati che operarono fuori dalla taifa fallirono nell'assalto su larga scala di Narbona. Mujahid inoltre continuò ad attaccare la Contea di Barcellona e ad esigere un tributo intorno al 1020, quando il conte Berengario Raimondo I di Barcellona chiamò un avventuriero normanno, Ruggero I di Tosny, per proteggerlo. Dopo la morte del padre, 'Alī continuò con le scorrerie nei territori cristiani. L'Abbazia di Lerino fu attaccata più volte e i suoi monaci venduti come schiavi nel mercato di Denia. Questi attacchi contro le coste del nord Italia e della Francia meridionale potrebbero essere stati lanciati dalla Corsica. Gli "uomini malvagi", che papa Gregorio VII (1073-1085) ordinò al Vescovo Landolfo di Pisa (1070-1075) di cacciare dall'isola potrebbero essere stati musulmani.
Denia sotto i successori di Mujahid non ignorò la Sardegna. Nel 1044, e di nuovo nel 1056, studiosi musulmani andalusi imbarcati a Denia furono uccisi in azioni al largo della Sardegna. Probabilmente entrambi gli studiosi stavano partecipando ad un jihād. Due santi sardi, risalenti alla fine dell'XI secolo, raffigurano la persecuzione islamica sull'isola. San Saturno di Cagliari, un adattamento di una vita di Saturnino di Cagliari, include una preghiera per la liberazione dalla pirateria musulmana. La leggenda locale di San Gavino e del suo martirio durante le persecuzioni romane, in questo periodo fu trasformata in Sa vitta et sa morte et passione de Sanctu Gavinu Prothu et Januariu, un racconto delle sue persecuzioni ad opera dei musulmani. Ci vorrà un secolo per arrivare alla pace intorno alle coste della Sardegna. Nel 1150 Pisa e la Taifa di Valencia, che comprendeva Denia, firmarono un trattato in base al quale quest'ultima non avrebbe richiesto un tributo alle navi pisane nel loro cammino verso la Sardegna.
L'ultimo avamposto di Pisa in Sardegna fu conquistato da Giacomo II di Aragona, che rivendicò il Regno di Sardegna, nel 1325.